# Lilla Björka

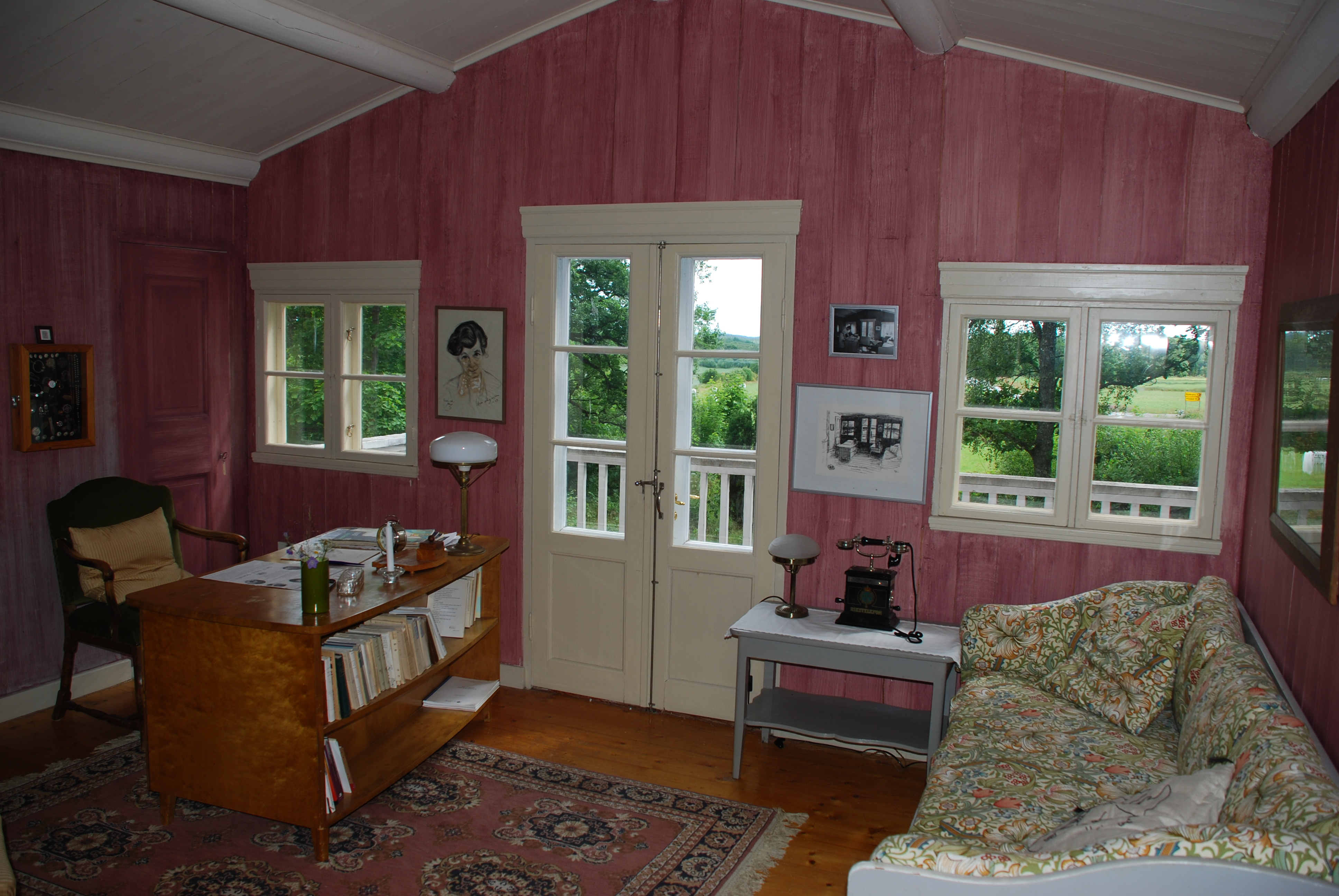
Elin Wägners arbetsrum

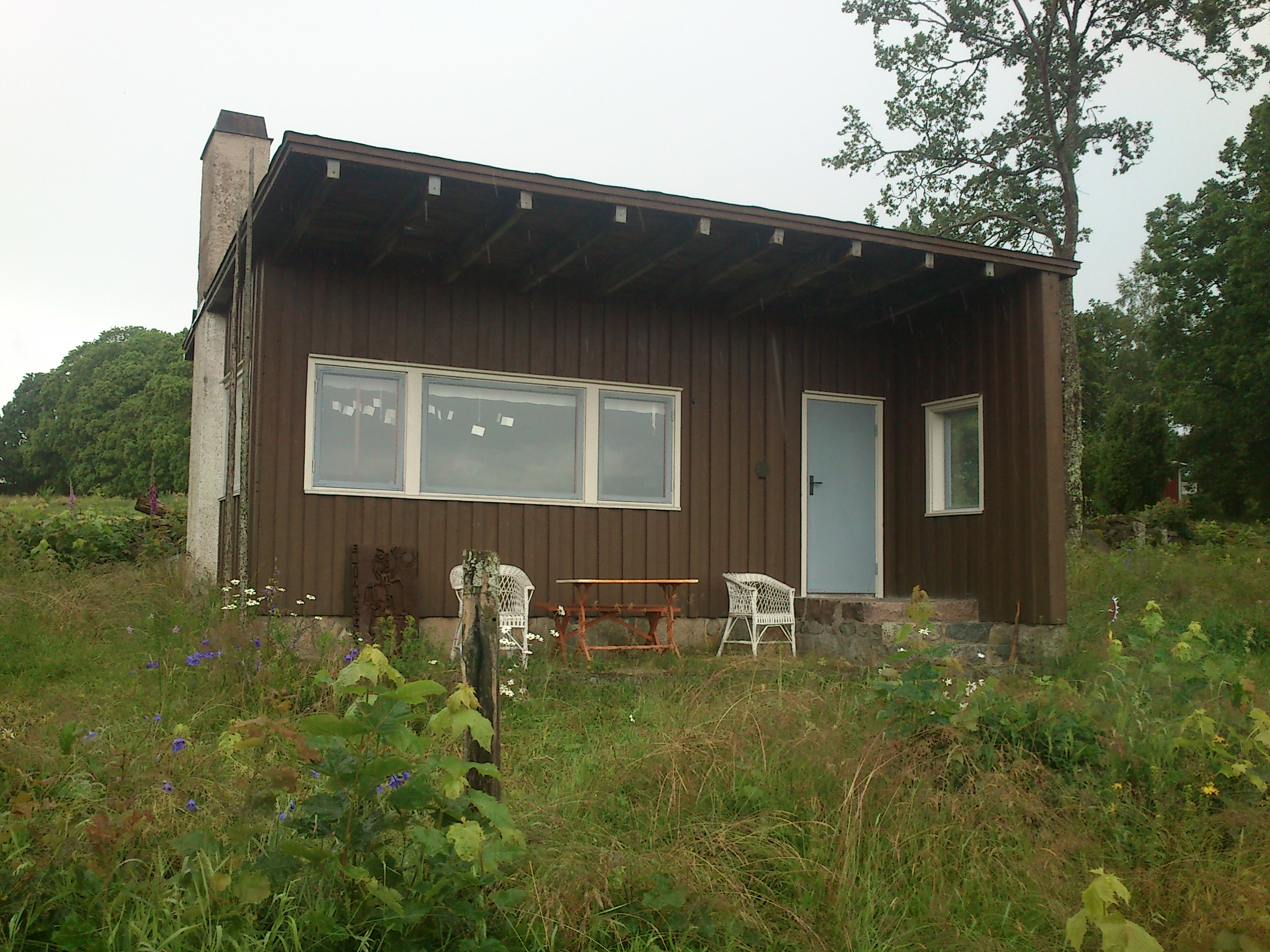
Skrivarstugan, ritad av Simon Gate

Lilla Björka är en byggnad och ett personmuseum i Bergs kyrkby i Växjö kommun. Huset uppfördes 1924 av Elin Wägner som semesterhus. Det blev senare permanentbostad och Elin Wägner flyttade under 1930-talets början för gott från Stockholm till Lilla Björka. 
Elin Wägner fick 1923 De Nios stora pris och inköpte en tomt vid landsvägen i utkanten av byn Berg, en by där morbrodern Alfred Ekedahl (1860–1936) var kyrkoherde. Lilla Björka ritades av Carl Bergsten och uppfördes 1924 av byggmästaren Alfred Johansson. Den är ett tvåvånings timmerhus på en grund av tuktad gråsten. Fasaden är i röd slamfärgad locklistpanel med gråvita snickeridetaljer. Huset har ett flackt tegeltak, som vilar på en traditionell åskonstruktion. En stor solveranda finns på gaveln åt söder. Huvudingången ligger på husets västra långsida. Huset har två skorstenar.
Gavelrummet mot öster på andra våningen var Elin Wägners arbetsrum.

## Personmuseum
Huset ärvdes 1949 av brorsonen Giovanni Wägner (född 1920), som sålde det till paret Georg och Karin Möller. Det köptes 1965 av familjen Gillsjö. När huset i början av 1990-talet åter kom ut på försäljning, bildades Stiftelsen Elin Wägners Lilla Björka, som inköpte fastigheten 1995. Under somrarna 1996 och 1997 genomfördes en rad restaureringsarbeten och ytterligare restaurering skedde åren 1998-2000 och senare. Våren 2011 var Lilla Björka återställt i 1940-talskick. Huset blev byggnadsminne 1996 och används som personmuseum över Elin Wägner.

## Andra byggnader på tomten
Skrivarstugan ritades av Simon Gate och uppfördes på 1930-talet i tomtens nedre del, med en stomme av stående plank, som är klädd med tjärpapp och stående granpanel. Huset användes mest som gäststuga och har stora fönster och en stor öppen spis. 
På tomten finns det gamla Ernatorps och Hjulatorps byars kyrkstall, som redan stod på tomten då Elin Wägner köpte den.